# سیارک ۲۱۰۴۷
سیارک ۲۱۰۴۷ (به انگلیسی: 21047 Hodierna، نامگذاری:1990SE5) بیست و یک هزار و چهل و هفتمین سیارک کشف شده‌است که در ۲۲ سپتامبر ۱۹۹۰ کشف شد.
قدر مطلق سیارک برابر ۳۵٫۴ است.